# Башир Хусейн Неджефи
Великий аятолла Баши́р Хусе́йн Неджефи́ (р.1942, араб. آية الله بشير النجفي‎) — шиитский марджа пакистанского происхождения.

## Биография
Родился в британской Индии в 1942 году, в 1947 его семья перебралась в Пакистан, где он получил начальное образование. Позже он отправился в Ирак, где учился у таких богословов, как великий аятолла Хои и великий аятолла Мухаммад Рохани. Как религиозный деятель получил признание в 1974 году, когда стал читать лекции харидж в хавзе Кербелы. После смерти Хои в 1992 Неджефи стал первым муджтахидом, заявившим свой марджийат. Авторству Неджефи принадлежит более сорока книг.